# Semjon Sergejewitsch Antonow
Semjon Sergejewitsch Antonow  (russisch Семён Серге́евич Анто́нов, englische Transkription Semyon Antonov; * 18. Juli 1989 in Nischnewartowsk, Autonomer Kreis der Chanten und Mansen, Russische SFSR, UdSSR) ist ein russischer Basketballspieler. Der 2,02 m große Power Forward spielt seit 2010 für den BK Nischni Nowgorod in der russischen PBL und in der VTB-UL. Seit der Europameisterschaft 2011 gehört er zum Kader der russischen Nationalmannschaft.

## Vereinskarriere
Die Profi-Karriere von Antonow begann in dem Klub seiner Jugend in der Mannschaft des Awtodor Saratow in der Superliga B. Nach dem Abstieg von Awtodor wechselt er zum Liga-Konkurrenten TGU Basket nach Tambow. Am Ende der Saison wurde dieser Klub aufgelöst. So wechselte Antonow zum gerade in die PBL aufgestiegenen Nischni Nowgorod. Mit Nischni Nowgorod spielte Antonow zunächst in der PBL und in der FIBA EuroChallenge. Ab der Saison 2011/12 kam noch die VTB United League dazu. Als größte Erfolge dieser Zeit kann man das Viertelfinale in der PBL 2011 und das Achtelfinale in der VTB 2012 bezeichnen. In der Saison 2010/11 stand Nowgorod im Finale des eher unbedeutenden russischen Pokals, das jedoch gegen BK Spartak Sankt Petersburg verloren wurde. Die erfolgreichste Saison im Verein war für Antonow die Saison 2013/14, als er mit Nowgorod das Finale der VTB United League und damit für die nächste Saison die Startberechtigung für die Euroleague erreichte.

## Nationalmannschaft
Nachdem Antonow 2009 noch bei der U20-EM eingesetzt wurde, hat man ihn zur EM 2011 in den Kader der russischen Nationalmannschaft berufen. Als Ergänzungsspieler eingesetzt, wurde Antonow Bronzemedaillengewinner mit der Mannschaft. Gleiche Platzierung erreichte Antonow auch bei den Olympischen Spielen 2012. Auch hier kam er über den Status eines Reserve-Spieler nicht hinweg. Antonow nahm mit der Nationalmannschaft an den Basketball-Europameisterschaften 2013 und 2015 teil.

## Erfolge und Auszeichnungen
- Bronze Europameisterschaft 2011
- Bronze Olympische Spiele 2012
- Sieger der Universiade 2013
- Best National Player (Russland) in der VTB-UL 2013/14